# Polkovnik Taslakovo
Polkovnik Taslakovo (bulgariska: Полковник Таслаково) är ett distrikt i Bulgarien.   Det ligger i kommunen Obsjtina Dulovo och regionen Silistra, i den nordöstra delen av landet, 300 km öster om huvudstaden Sofia.
Trakten runt Polkovnik Taslakovo består till största delen av jordbruksmark. Runt Polkovnik Taslakovo är det ganska glesbefolkat, med 36 invånare per kvadratkilometer.